# Хематурия
Хематурия е медицински термин, с който се означава наличието на червени кръвни телца в урината. Макрохематурия лесно се идентифицира, тъй като урината видимо се оцветява в червено или кафяво. Микрохематурията е невидима с просто око и често се открива при анализ на урината или тест с лентичка. Всяка част от пикочоотделителната система – бъбрек, пикочопровод, пикочен мехур, простата, уретра – може да е източник на кръв в урината. Причините за хематурия са множество заболявания, например инфекция на пикочните пътища, пиелонефрит, бъбречни камъни, доброкачествена простатна хиперплазия, рак на пикочния мехур.
Микрохематурията (микроскопска хематурия) често се наблюдава при рутинни изследвания на урината. Някои изследвания показват повишения с напредването на възрастта при жените, при други не се наблюдава корелация. При много хора няма специфична причина за микрохематурията. При 5% от пациенти с михрохематурия и при до 40% от тези с макрохематурия се открива рак на бъбрека, на простатата, на пикочния мехур или на тестисите.
Определени вещества могат да наподобят хематурия, като или оцветяват урината или причиняват фалшив позитив при изследване с лентичка за урина. Причините за тези фалшиви позитиви могат да включват наличие на: хемоглобин (при липса на червени кръвни телца); семенна течност, миоглобин, порфирини, бетанин (след ядене на червено цвекло) и лекарствени вещества (като рифампицин, феназопиридин и сулфонамиди). Причинителите на червено или кафяво оцветяване на урината, което наподобява хематурия, включват лекарства (сулфонамиди, хинин, рифампин, фенитоин), бетанин или менструална кръв.